# 阿都府
阿都府，明朝時設置的府。
原為阿頭蠻部，元屬烏撒路，洪武十五年三月屬芒部府。十七年改阿頭部為阿都府，屬四川布政司。後俱廢。